# Барциково (Мазовецьке воєводство)
Барциково (пол. Barcikowo) — село в Польщі, у гміні Слупно Плоцького повіту Мазовецького воєводства.
Населення — 216 осіб (2011).
У 1975-1998 роках село належало до Плоцького воєводства.

## Демографія
Демографічна структура станом на 31 березня 2011 року:
|          | Загалом | Допрацездатний вік | Працездатний вік | Постпрацездатний вік |
| -------- | ------- | ------------------ | ---------------- | -------------------- |
| Чоловіки | 98      | 25                 | 62               | 11                   |
| Жінки    | 118     | 28                 | 59               | 31                   |
| Разом    | 216     | 53                 | 121              | 42                   |